# 青木新治郎
青木 新治郎（あおき しんじろう、1852年9月26日〈嘉永5年8月13日〉 - 1909年〈明治42年〉5月23日）は、日本の政治家、衆議院議員（1期）。

## 経歴
大和国北葛城郡箸尾村（現・奈良県北葛城郡広陵町）生まれ。農業。1892年（明治25年）5月に箸尾村会議員に当選して、4期務めた。同年10月から1896年（明治29年）3月まで同村長を務めた。1897年（明治30年）8月、北葛城郡会議員となった。1903年（明治36年）10月、郡会議員に再選した。また、奈良県会議員も務めた。そのほか、五二会奈良県本部長、大和木綿連合組合総長を務めた。
1908年（明治41年）の第10回衆議院議員総選挙において奈良県郡部から憲政本党公認で立候補してトップ当選する。1909年（明治42年）2月13日、日比谷公園前で喀血して倒れ、入院した。その後、5月12日付で議員辞職した。同月23日、高輪病院にて死去した。